# Listă de astronomi originari din Basarabia
În această listă sunt enumerați astronomi, originari din Basarabia sau Republica Moldova, dar care s-au realizat în afara frontierelor acestora. O altă parte de personalități sunt cu nume de familie românesc, care s-au realizat în Rusia, sau Ucraina, originari după toate probabilitățile din Basarabia, dar locul de naștere al cărora nu este identificat.
- Nicolae Donici - astronom rus, român și francez, originar din Chișinău;
- Victor Nadolschi - astronom român, originar din Chișinău;
- Vladimir Albitzky - astronom rus, originar din Chișinău;
- Grebenikov, Eugen - astronom și matematician rus, originar din Slobozia Mare, Cahul, Basarabia;
- Kondurar, Vladimir - matematician și astronom sovietic și ucrainean, originar din Mândreștii- Noi (jud. Bălți);
- Jerzy Neyman - statistician și astronom american, originar din Tighina;
- Alexandru Nicolaevici Deutsch - astronom sovietic și rus, originar de la Reni, directorul Observatorului Astronomic de la Pulkovo;
- Nicolae Florea (Floria) - astronom sovietic și rus, originar de la Odesa;
- A. Amaftunschi- astronom rus. A activat și la Chișinău la începutul secolului al XX-lea.
- Lev Oculici- astronom rus, emigrant după 1918.
- Vasile Cernobai- astronom basarabean, doctor în fizică și matematică,director al Observatorului astronomic al Universității de stat din Chișinău in anii 1983- 1997
- Dumitru Ion Gorodetchi (1940, Basarabia - 2013, Nashville, SUA)- a fost un astronom basarabean, doctor în astronomie, conferențiar universitar, cu preocupări în domeniul cometelor și a astronomiei planetare.
- Tsap- dinastie de astronomi la Observatorul Astronomic din Crimeea (1964- prezent), originari din Basarabia